# Tour de Polonia 2008
La 65.ª edición de la competición ciclista Tour de Polonia fue una carrera de ciclismo en ruta por etapas que se celebró entre el 14 y el 20 de septiembre de 2008 en Polonia con inicio en la ciudad de Varsovia y final la ciudad de Cracovia sobre un recorrido de 1076,4 kilómetros.
La carrera formó parte del UCI ProTour 2008 y fue ganada por el alemán Jens Voigt del CSC Saxo Bank seguido del danés Lars Ytting Bak también del CSC Saxo Bank y el italiano Franco Pellizotti del Liquigas.

## Equipos participantes
| ProTeams (18)- AG2R-La Mondiale - Astana - Bouygues Telecom - Caisse d'Épargne - Cofidis-Le Crédit par Téléphone - Crédit agricole - CSC Saxo Bank - Euskaltel-Euskadi - Gerolsteiner - Columbia - La Française des jeux - Lampre - Liquigas - Team Milram - Quick Step - Rabobank - Scott-American Beef - Silence-Lotto translation for headoftableIII_translate index 39 not found- Bank BGŻ |
| |

## Etapas
| Etapa     | Fecha     | Recorrido                        | type                     | Distancia (km) | Ganador          | Líder              |
| --------- | --------- | -------------------------------- | ------------------------ | -------------- | ---------------- | ------------------ |
| 1.ª etapa | 14 de sep | Varsovia – Varsovia              | contrarreloj por equipos | 4              | CSC Saxo Bank    | Lars Ytting Bak    |
| 2.ª etapa | 15 de sep | Płock – Olsztyn                  | etapa llana              | 231,2          | Allan Davis      | Murilo Fischer     |
| 3.ª etapa | 16 de sep | Gmina Mikołajki – Białystok      | etapa llana              | 184,8          | Angelo Furlan    | Allan Davis        |
| 4.ª etapa | 17 de sep | Siemiatycze – Lublin             | etapa llana              | 203,3          | etapa cancelada  | Allan Davis        |
| 5.ª etapa | 18 de sep | Gmina Nałęczów – Resovia         | etapa de media montaña   | 239,7          | Jürgen Roelandts | José Joaquín Rojas |
| 6.ª etapa | 19 de sep | Gmina Piwniczna-Zdrój – Zakopane | etapa de montaña         | 118            | Jens Voigt       | Jens Voigt         |
| 7.ª etapa | 20 de sep | Wadowice – Cracovia              | etapa de media montaña   | 95,4           | Robert Förster   | Jens Voigt         |

## Clasificaciones finales
Las clasificaciones finalizaron de la siguiente forma:

### Clasificación general
| \| Clasificación general \| Clasificación general \| Clasificación general \| Clasificación general \| Clasificación general \| \| Ciclista \| Ciclista \| Equipo \| Tiempo \| \| \| --------------------- \| --------------------- \| --------------------- \| --------------------- \| --------------------- \| \| 1.º \| Jens Voigt \| CSC Saxo Bank \| 21 h 13 min 18 s \| \| \| 2.º \| Lars Ytting Bak \| CSC Saxo Bank \| + 1 min 22 s \| \| \| 3.º \| Franco Pellizotti \| Liquigas \| + 1 min 24 s \| \| \| 4.º \| Allan Davis \| Quick Step \| + 1 min 27 s \| \| \| 5.º \| Francesco Gavazzi \| Lampre \| + 1 min 28 s \| \| \| 6.º \| Grégory Rast \| Astana \| + 1 min 33 s \| \| \| 7.º \| Mirco Lorenzetto \| Lampre \| + 1 min 36 s \| \| \| 8.º \| David Loosli \| Lampre \| + 1 min 37 s \| \| \| 9.º \| Kjell Carlström \| Liquigas \| + 1 min 37 s \| \| \| 10.º \| Marek Rutkiewicz \| Polonia \| + 1 min 37 s \| \| |                   |               |                  |
| |                   |               |                  |
| |                   |               |                  |
| Clasificación general |                   |               |                  |
| Ciclista | Ciclista          | Equipo        | Tiempo           |
| 1.º | Jens Voigt        | CSC Saxo Bank | 21 h 13 min 18 s |
| 2.º | Lars Ytting Bak   | CSC Saxo Bank | + 1 min 22 s     |
| 3.º | Franco Pellizotti | Liquigas      | + 1 min 24 s     |
| 4.º | Allan Davis       | Quick Step    | + 1 min 27 s     |
| 5.º | Francesco Gavazzi | Lampre        | + 1 min 28 s     |
| 6.º | Grégory Rast      | Astana        | + 1 min 33 s     |
| 7.º | Mirco Lorenzetto  | Lampre        | + 1 min 36 s     |
| 8.º | David Loosli      | Lampre        | + 1 min 37 s     |
| 9.º | Kjell Carlström   | Liquigas      | + 1 min 37 s     |
| 10.º | Marek Rutkiewicz  | Polonia       | + 1 min 37 s     |